# Liu Jin
Liú Jĭn (chinês tradicional: 劉, chinês simplificado: 刘瑾) (? -1510) foi um famoso Eunuco chinês durante o reinado de Zhengde (r. 1505-1521) na Dinastia Ming. Liu ficou famoso por ser um dos oficiais mais corruptos na história chinesa. Ele foi o líder dos Oito Tigres, um poderoso grupo de eunucos que controlou a corte imperial.

## Conspiração contra o imperador
O estilo de vida libertino do Imperador Zhengde colocou um pesado fardo sobre o povo do Império. Ele se recusava a receber seus ministros e ignorava todas suas petições, limitando o crescimento da comunidade eunuca no palácio imperial. Liu fez algumas reformas, como encorajar viúvas a se casarem novamente, algo que ia contra os ideais do Neo-Confucionismo. Muitos funcionários e outros eunucos se opuseram a Liu: a revolta do Principe Zhu Zhifan foi uma tentativa fracassada de assassiná-lo e tomar o poder.
Depois que oficiais suprimiram a revolta, um oficial chamado Yang Yiqing (楊一清) persuadiu outro eunuco, Zhang Yong (张永/張永), a reportar ao imperador a conspiração arquitetada por Liu. O Imperador Zhengde, inicialmente, não acreditou, mas acabou exilando Liu Jin em Fengyang (凤阳县/鳳陽縣), localizado na província de Anhui, depois que uma grande quantidade de armas foi encontrada na casa de Liu.

## Morte
O imperador ordenou a execução de Liu por morte por mil cortes, num processo em que, em três dias, Liu deveria ser mutilado 3357 vezes. De acordo com testemunhas, espectadores em Pequim compraram sua carne por um qian (o menor valor da época), e a consumiram com arroz. Liu morreu no segundo dia da sua punição, depois de trezentos ou quatrocentos cortes.

## Fortuna pessoal
De acordo com um relato da época, logo depois da execução de Liu, 449750 quilos de ouro e 9682470 quilos de prata foram retirados de sua residência. Em 2001, o Asian Wall Street Journal colocou Liu em sua lista das 50 pessoas mais ricas dos últimos 1000 anos, mas sua fortuna deve ter sido, na verdade, menor.